# Palatul Nunțiaturii Apostolice a Sfântului Scaun din București
Palatul Nunțiaturii Apostolice a Sfântului Scaun din București, inaugurat în 1901, se află pe strada Pictor Constantin Stahi nr. 5-7 (mai demult strada Esculap) și este sediul Nunțiaturii Apostolice în România. Clădirea este înscrisă în Lista monumentelor istorice din București, sector 1, sub cod LMI B-II-m-A-19725.

## Construcția palatului
Palatul, proiectat de arhitectul Giulio Magni (1859-1930), a fost comanditat de arhiepiscopul Franz Xaver von Hornstein (1840-1905), un nobil elvețian, ca reședință a sa în calitatea de arhiepiscop de București, pe care a avut-o în perioada 1896-1905. Finanțarea construcției a fost asigurată în mare parte de von Hornstein, care a primit în acest scop o semnificativă sumă de bani din partea Elveției, și printr-o subvenție din partea regelui Carol I al României.

## Până în 1948
De la locuința sa din această clădire a fost arestat în 27 august 1916 protopopul Ioan Bălan (mai apoi episcop), sub acuzația de a fi spion austro-ungar. De față la arestarea sa a fost arhiepiscopul Netzhammer, care a relatat situația în memoriile sale. Referatul întocmit în urma analizei probelor ridicate cu ocazia percheziției arată că a fost găsită „o carte poștală dela [sic] consulatul austro-ungar, prin care el este invitat să se prezinte la acest consulat; nu se spune cauza pentru care e chemat. Celelalte scrisori nu conțin nimic ce ar interesa Siguranța Statului.” În pofida protestului unor intelectuali adresat primului ministru, protopopul Bălan a fost trimis în lagăr la Huși. În data de 3 septembrie 1916 regele Ferdinand a venit personal la reședința episcopală din strada Esculap, unde i-a transmis arhiepiscopului Netzhammer nedumerirea sa față de arestarea lui Ioan Bălan. Arhiepiscopul a răspuns cu părerea că Bălan devenise victima intrigilor lui Vasile Lucaciu, presupunere împărtășită de rege.

## Confiscarea palatului de către statul comunist
După ce prin decretul nr. 151 din 17 iulie 1948 România a denunțat unilateral Concordatul din 1927, la 7 iulie 1950 au fost expulzați reprezentanții Vaticanului la București, relațiile diplomatice dintre România și Vatican au fost rupte, iar Nunțiatura Apostolică de la București, cu sediul pe actuală stradă Berthelot, a fost închisă. În cursul aceluiași an palatul episcopal de pe strada Esculap a fost preluat de stat. Pentru a justifica aceste acțiuni ale statului comunist, în perioada 10-17 septembrie 1951, în fața Tribunalului Militar din București s-a derulat un proces de judecare a conducerii Diecezei de Timișoara, pe atunci una din episcopiile romano-catolice cu cei mai mulți credincioși, proces în care a fost implicată nunțiatura din România, acuzată de „spionaj în favoarea Vaticanului” și „în folosul imperialismului americano-englez”. Titulatura oficială a acestui proces stalinist a fost: „Procesul unui grup de spioni, trădători și complotiști în slujba Vaticanului și a centrului de spionaj italian.”
Imobilul a fost utilizat de regimul comunist drept sediu al școlii de limbi străine pentru angajații Ministerului Afacerilor Externe și Direcției de Informații Externe.

## Retrocedarea palatului
După Revoluția Română din 1989, prin Decretul-lege nr. 9 din 31 decembrie 1989 al Consiliului Frontului Salvării Naționale, a fost abrogat Decretul-lege 358/1948 și a fost recunoscută Biserica Română Unită cu Roma, Greco-Catolică. Relațiile diplomatice dintre România și Sfântul Scaun au fost reluate în luna mai a anului 1990. Ca urmare, palatul și grădinile de pe fosta stradă Esculap (în prezent str. Pictor Stahi) au fost restituite proprietarului de drept. Palatul a fost restaurat, iar la 5 noiembrie 1992 în palat a fost redeschis oficial sediul nunțiaturii, în prezența cardinalului Jean-Louis Tauran, secretar de stat al Sfântului Scaun.
De la 1 ianuarie 1998 în România s-a revenit la cutuma conform căreia Nunțiul apostolic este decanul corpului diplomatic din țara respectivă.
În zilele de 7, 8 și 9 mai 1999 papa Ioan Paul al II-lea a făcut o vizită în România, perioadă în care a fost cazat în Palatul Nunțiaturii Apostolice a Sfântului Scaun din București.
În amintirea vizitei istorice pe care Ioan Paul al II-lea a efectuat-o în România în 7-9 mai 1999, din inițiativa Nunțiaturii Apostolice în România, în colaborare cu Primăria Generală a Capitalei, luni 1 august 2011 a fost dezvelit bustului papei Ioan Paul al II-lea, la intersecția dintre strada Constantin Stahi și Bulevardul Schitu Măgureanu. Sculptura, realizată în bronz, este opera sculptorului sloven de origine bosniacă Mirsad Begie, unul dintre cei mai cunoscuți artiști din Slovenia.